# محمود عكام
محمود عكام (من مواليد 1952 في مدينة حلب) هو مفكر سوري؛ ومفتي محافظة حلب وَأستاذ محاضر في كليتي الحقوق والتربية في جامعة حلب؛ و خطيب الجامع الأموي الكبير فضلًا عن كونه عضوًا في اتحاد الكتاب العرب.
يحملُ إجازةً في الشريعة الإسلامية من جامعة دمشق، وماجستير من جامعة السوربون في باريس ودكتوراه في الفكر الإسلامي السياسي من السوربون أيضًا، وقد أشرف على رسالته البروفيسور محمد أركون وعنوان الأطروحة: «الحاكمية والسلطة في الفكر الإسلامي السياسي في القرن الخامس الهجري. دراسة مقارنة بين السنة والشيعة».